# Bubbles (chimpansee)
Bubbles is een mannelijke chimpansee die bekend is geworden doordat de Amerikaanse zanger Michael Jackson hem als huisdier had gehouden.
Bubbles werd geboren in 1983 in Austin, in Texas. Jackson adopteerde het dier in het begin van de jaren tachtig, waarna zij vaak samen werden gezien. Zo nam Jackson hem bijvoorbeeld mee op zijn Bad World Tour in Japan, waar ze samen thee dronken met de burgemeester van Osaka.
Bubbles woonde voor 1988 in het huis van de familie Jackson in Encino, Los Angeles. Daarna verhuisde hij met Jackson mee naar zijn huis Neverland Ranch.
In de documentaire Living with Michael Jackson van Martin Bashir uit 2003 is te zien hoe Bubbles door het huis loopt met een luier om zijn middel. Ook werd gesteld dat hij allerlei huishoudelijke taken uitvoerde.
Later kwamen er geruchten dat Bubbles onhandelbaar en agressief was geworden en daarom van de ranch was verwijderd. Bubbles werd in 2005 overgebracht naar het Center for Great Apes in Wauchula, Florida.
De Amerikaanse kunstenaar Jeff Koons maakte in 1988 drie identieke, levensgrote, porseleinen, goudkleurige beelden van Jackson zittend op een bloembed met Bubbles op schoot. Twee van de beelden bevinden zich in museum The Broad in Los Angeles en het San Francisco Museum of Modern Art, het derde werd op een veiling van Sotheby's in New York in 2001 verkocht aan een particulier voor 5,6 miljoen dollar.